# Jon Arrieta Alberdi
Juan Luis Arrieta Alberdi (Éibar, Guipúzcoa, 1951), conocido como Jon Arrieta, es un historiador, jurista y catedrático universitario español, especializado en la historia de España de los siglos XVII, XVIII y XIX, así como de las instituciones forales.

## Biografía
Licenciado en Historia por la Universidad de Zaragoza  y, después en Derecho por la de Barcelona, donde se doctoró, ha sido profesor de historia del Derecho tanto en Barcelona como en la Universidad del País Vasco, donde alcanzó la cátedra, actualmente es profesor en la Facultad de Derecho de San Sebastián y en la Facultad de Derecho de Bizkaia.
Está especializado en la historia moderna de España (siglos XVII y XVIII) y el siglo XIX, y en las instituciones jurídico-políticas de la época, en especial las relacionadas con los territorios forales del País Vasco y Navarra.
También ha estudiado la evolución de las relaciones y tensiones entre la concepción centralista y la descentralizadora de la estructura estatal española. Su primer libro se publicó en 1994 con el título, El Consejo Supremo de la Corona de Aragón (1494-1707), obra que constituye una adaptación de su tesis doctoral sobre el Consejo aragonés presentada siete años antes. Ha publicado también decenas de artículos en revistas especializadas como la Revista Internacional de los Estudios Vascos, en revistas jurídicas (Anuario de Historia del Derecho Español, Initium: Revista catalana d'historia del dret, ...) y en diversas publicaciones de historia moderna. También es coautor del estudio, Forms of union: the British and Spanish monarchies in the seventeenth and eighteenth centuries, junto con el historiador e hispanista británico, John Huxtable Elliott (Eusko Ikaskuntza-Sociedad de Estudios Vascos, San Sebastián, 2009) y fue coordinador de la edición del libro, Conciliar la diversidad: pasado y presente de la vertebración en España: VII y VIII Seminarios Ernest Lluch que llevó a cabo la Universidad del País Vasco.